# Os judeus e o movimento pelos direitos civis dos negros nos Estados Unidos

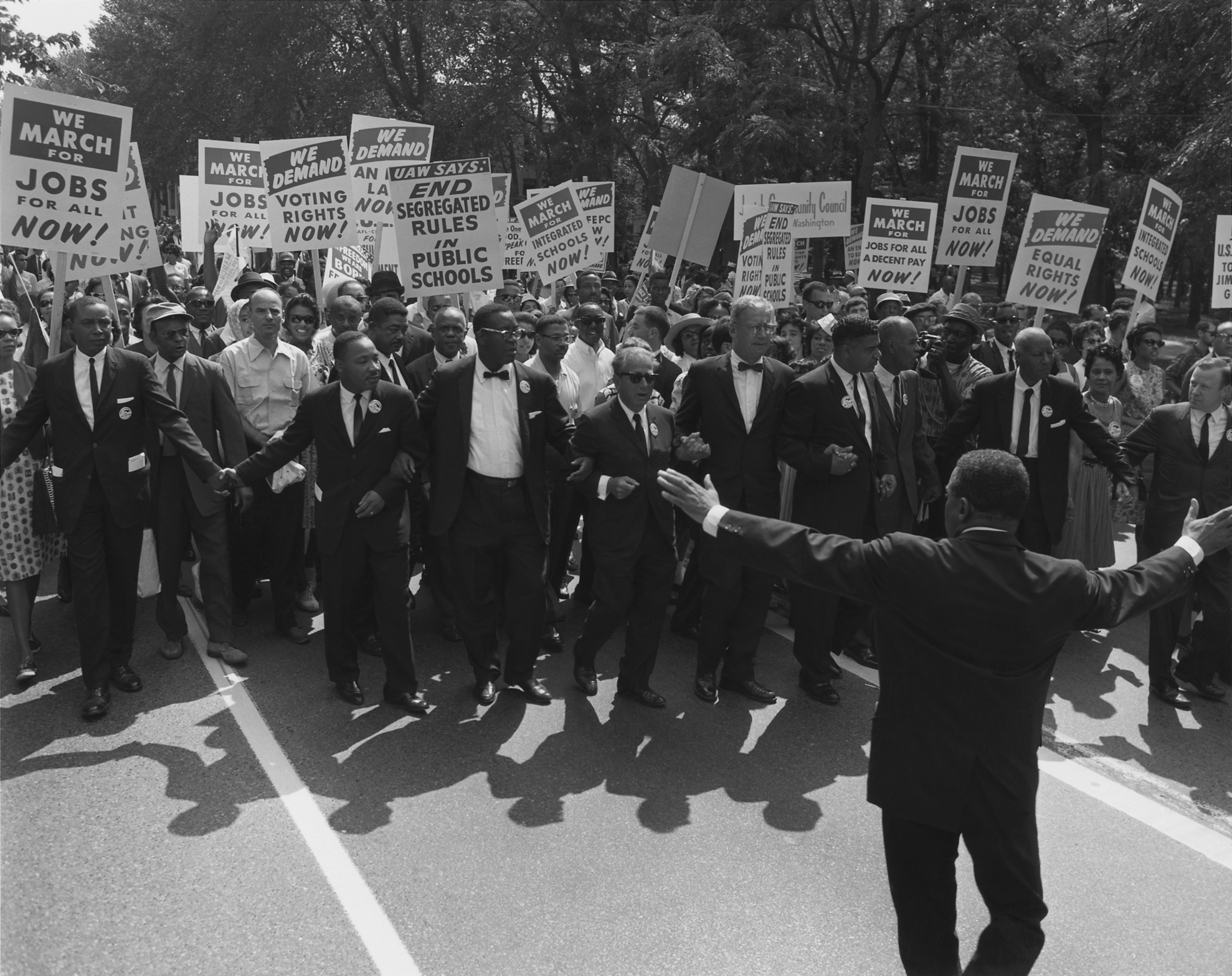
O ativista judeu Joseph L. Rauh, Jr. marchando ao lado de Martin Luther King, durante um protesto em 1963.

Durante a década de 1960, os Estados Unidos testemunharam a ascensão da luta pelos Direitos Civis de sua população de origem africana. Os negros norte-americanos enfrentavam desde a abolição da escravidão, em 1865, uma situação de desigualdade social agravada pela existência de um verdadeiro estado de apartheid racial confirmado por legislações locais. Foi com a aparição de dois núcleos distintos de luta; um, moderado, liderado pelo reverendo Martin Luther King Jr.; outro, radical, chefiado por Malcolm X, que a questão tomou conta do país e da sociedade como um todo.
A Comunidade Judaica Norte-Americana apoiou ativa e decididamente o Movimento pelos Direitos Civis dos Negros. Já durante a década de 1940, judeus que emigraram para os EUA fugindo da perseguição nazista na Europa foram os únicos professores brancos a dar aulas em instituições de ensino apenas para negros, como a Howard University e o Hampton Institute.
Estatisticamente, os judeus foram uma das comunidades étnicas e culturais não negras mais ativamente envolvidas no movimento que reivindicava a igualdade de direitos para os afro-americanos. Em especial na região Sul dos Estados Unidos, muitos estudantes judeus trabalharam em conjunto com os estudantes negros, em serviços sociais, durante a era dos Direitos Civis. Cerca de metade dos voluntários brancos do norte envolvidos no projeto “Mississippi Freedom Summer”, em 1964, eram judeus. E também eram judeus cerca de metade dos advogados de defesa dos militantes dos direitos civis no sul dos EUA, durante a década de 1960.

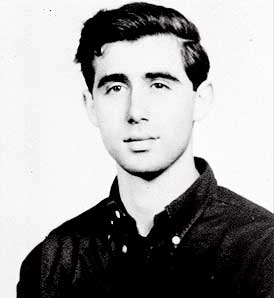
Andrew Goodman, ativista judeu assassinado pela Ku Klux Klan em 1964 por apoiar os direitos civis dos negros.

A participação de grandes entidades judaicas, como o Comitê Judaico-Americano, o Congresso Judaico Americano e a Liga Anti-Difamação foi decisiva naquele período de afirmação dos direitos dos negros nos Estados Unidos. Abraham Joshua Heschel, um famoso escritor, rabino e professor do Seminário Teológico Judaico de Nova York, foi muito ativo no Movimento dos Direitos Civis. Ele marchou de braços dados com Martin Luther King Jr. em março de 1965.
Em junho de 1964, diversos líderes judeus foram presos ao atenderem ao chamado do Reverendo Dr. Martin Luther King Jr., para protestos realizados em St. Augustine, na Flórida, onde ocorreu a maior prisão em massa de rabinos da história americana. O incidente teve lugar no Salão do Automóvel de Monson. Nesta mesma ocasião, Michael Henry Schwerner e Andrew Goodman, dois ativistas judeus, foram brutalmente assassinados ao lado do ativista negro, James Chaney. O crime foi cometido pela organização racista Ku Klux Klan e inspirou o filme Mississippi em Chamas.
A Universidade Brandeis, a única universidade judaica dos EUA, criou o “Programa Ano de Transição”, em 1968, em resposta ao assassinato de Martin Luther King. O programa foi criado para renovar o compromisso da instituição com a justiça social. Reafirmando Brandeis como uma universidade com um compromisso com a excelência acadêmica, membros do corpo docente criaram uma possibilidade para que estudantes carentes participassem de uma experiência de fortalecimento educacional.O primeiro grupo era composto por alunos negros cujos currículos escolares normalmente não permitiriam o ingresso em faculdades de elite como Brandeis. O segundo grupo de estudantes incluía pessoas cujo histórico pessoal tivesse impedido o progresso das atividades acadêmicas.
Martin Luther King afirmou em 1965:
"Como poderia haver antissemitismo entre os negros quando os nossos amigos judeus têm demonstrado seu compromisso com os princípios de tolerância e de fraternidade, não através de contribuições consideráveis, mas de todas as formas possíveis, muitas vezes com um grande sacrifício pessoal? Podemos sempre expressar a nossa gratidão aos rabinos que deram seus testemunhos morais ao nosso lado em St. Augustine. Será que ainda é preciso lembrar a todos sobre o terrível espancamento sofrido pelo rabino Arthur Lelyveld, de Cleveland, quando este se uniu aos militantes dos direitos civis em Hattiesburg, no Mississippi? E quem poderia esquecer o sacrifício de duas vidas judaicas, Andrew Goodman e Michael Schwerner, nos pântanos do Mississippi? Seria impossível registrar de forma exata a contribuição que o povo judeu tem feito para a luta do negro pela liberdade."